# Kolming
Kolming, früher auch Kollming,  ist eine Rotte der Gemeinde Munderfing in Oberösterreich (Bezirk Braunau am Inn). Die Ortschaft hat 46 Einwohner (Stand 1. Jänner 2024).

## Geographie
Kolming liegt im Süden der Gemeinde Munderfing und im Süden der Katastralgemeinde Achenlohe. Vom Zentrum der Gemeinde liegt Kolming rund 3,7 Kilometer südöstlich und ist über die Hauptstraße sowie die Braunauer Straße erreichbar. Benachbarte Ortschaften sind Parz im Norden, Baumgarten im Nordosten, Valentinhaft im Westen, Au im Südwesten und Heiligenstatt (Gemeinde Lengau) im Südosten. Im Osten befinden sich ausgedehnte Waldflächen.
Für Kolming wurden 2001 15 Gebäude gezählt, wobei 13 Gebäude über einen Hauptwohnsitz verfügten und 15 Wohnungen bzw. 16 Haushalte bestanden. In Kolming bestanden drei land- und forstwirtschaftliche Betriebsstätten und eine sonstige Arbeitsstätte.

## Geschichte und Bevölkerung
Die Ortschaft Kolming wurde 1324 als des Cholomanno im Passauer Urbar erstmals urkundlich erwähnt. Der Ortsname leitet sich vom heiligen Koloman ab. Zu Beginn des 19. Jahrhunderts bestand der Ort aus wenigen Gebäuden, die sich heute auf die Gebäude Kolming 1, 2 und 3 (Staudinger, Schwaigerwirt und Hattinger)  verteilen. Erst später wurde am Schwemmbach die Leikermosermühle errichtet, die heute als Mühle und Sägewerk betrieben wird.
In Kolming lebten 1869 19 Menschen in fünf Häusern. Im Jahr 1910 wurden 24 Einwohner in fünf Häusern gezählt. Alle Einwohner der Ortschaft waren hierbei katholischen Glaubens.